# Blufi
Blufi (sicilià Blufi) és un municipi italià, dins de la ciutat metropolitana de Palerm. L'any 2007 tenia 1.208 habitants. Limita amb els municipis d'Alimena, Bompietro, Gangi, Petralia Soprana, Petralia Sottana i Resuttano.

## Administració
| Període | Identitat        | Partit |
| ------- | ---------------- | ------ |
| 2007-   | Calogero Brucato | Centre |